# آرمین شوارتز
آرمین شوارتز (آلمانی: Armin Schwarz؛ زادهٔ ۱۶ ژوئیهٔ ۱۹۶۳) راننده رالی اهل آلمان است.